# Distrito do Ennepe-Ruhr
O Distrito do Ennepe-Ruhr (em alemão:  Ennepe-Ruhr-Kreis) é um distrito (Kreis ou Landkreis) da Alemanha localizado na região de Arnsberg, no estado da Renânia do Norte-Vestfália.

## Cidades
(População em 31 de dezembro de 2012)
| Cidades *     | Populações |
| Witten        | 96 136     |
| Hattingen     | 54 286     |
| Gevelsberg    | 31 080     |
| Ennepetal     | 29 931     |
| Schwelm       | 28 139     |
| Wetter (Ruhr) | 27 725     |
| Sprockhövel   | 25 230     |
| Herdecke      | 22 754     |
| Breckerfeld   | 8 942      |

* todos os municípios possuem título de cidade